# Episodi de Il Signore degli Anelli - Gli Anelli del Potere (prima stagione)
La prima stagione della serie televisiva Il Signore degli Anelli - Gli Anelli del Potere (The Lord of the Rings: The Rings of Power), composta da otto episodi, è stata pubblicata sulla piattaforma streaming on demand Prime Video dal 2 settembre al 14 ottobre 2022, in tutti i Paesi in cui è disponibile.
| n° | Titolo originale     | Titolo italiano     | Pubblicazione     |
| -- | -------------------- | ------------------- | ----------------- |
| 1  | A Shadow of the Past | L'ombra del passato | 2 settembre 2022  |
| 2  | Adrift               | Alla deriva         | 2 settembre 2022  |
| 3  | Adar                 | Adar                | 9 settembre 2022  |
| 4  | The Great Wave       | La grande onda      | 16 settembre 2022 |
| 5  | Partings             | Separazioni         | 23 settembre 2022 |
| 6  | Udûn                 | Udûn                | 30 settembre 2022 |
| 7  | The Eye              | L'occhio            | 7 ottobre 2022    |
| 8  | Alloyed              | L'Amalgama          | 14 ottobre 2022   |

## L'ombra del passato
- Titolo originale: A Shadow of the Past
- Diretto da: J. A. Bayona
- Scritto da: J. D. Payne e Patrick McKay

### Trama
In un flashback, un gruppo di elfi bambini sta giocando nei prati di Valinor. In disparte una Galadriel bambina sta fabbricando una barchetta di carta, ma gli altri bambini elfi iniziano a lanciare sassi per affondarla, riuscendoci. Galadriel si ribella e li affronta, quando arriva suo fratello maggiore che li divide. I due si intrattengono a parlare e il fratello le rivela un segreto misterioso.
Tempo dopo Morgoth sferra il suo attacco contro Valinor. Gli elfi decidono di resistere spedendo una legione in guerra nella vicina Terra di Mezzo. La battaglia è cruenta e sanguinaria e vede gli elfi perire uno dopo l’altro contro gli Orchi di Morgoth. Galadriel, giunta a fine battaglia, assiste personalmente alla disfatta. Alla fine Morgoth viene sconfitto, ma il suo servitore, lo stregone Sauron, prende il suo posto e uccide il fratello di Galadriel, che aveva fatto voto di stanarlo e ucciderlo. Galadriel prende dunque il posto di suo fratello, iniziando a cacciare Sauron per tutta la Terra di Mezzo.
Nel presente, il gruppo guidato da Galadriel giunge in una vecchia roccaforte di Sauron nel profondo nord, dove si scontra con un enorme troll, ucciso dalla stessa Galadriel. Dopo ciò però il gruppo decide di tornare a casa e abbandonare le ricerche, nonostante Galadriel sia contraria. Tornati nel Lindon, il gruppo di Galadriel viene elogiato per la missione e il re Gil-galad decide di ricompensarli inviandoli nelle Terre Immortali di Valinor.
Galadriel però non è convinta che Sauron sia morto ed è in conflitto con l’amico Elrond, poiché vuole restare e riprendere le ricerche. Il gruppo di Galadriel quindi parte verso la loro meta eterna, attraversando il mare. Essi depongono le spade e le armature e si preparano ad entrare in una enorme luce, l’ingresso di Valinor. Galadriel però capisce che qualcosa non torna, ricordando il segreto di suo fratello: non possiamo sapere che luce seguire finché non tocchiamo l’oscurità. Galadriel decide quindi di abbandonare la nave, restando indietro.
Nelle Terre degli Uomini a sud due elfi giungono in un paesello a chiedere informazioni. Arondir, uno dei due, chiede informazioni in una locanda ma gli umani sono restii a parlare con lui, arrivando anche allo scontro verbale. Arondir poi segue una guaritrice, Bronwyn, della quale è segretamente innamorato. Poco dopo Arondir e il compagno ricevono il messaggio che le ricerche di Sauron sono finite per ordine di Gil-galad, e pertanto devono tornare a casa. Il messaggero, il Custode Guardiano, mette in guardia Arondir: il legame tra elfi e umani è destinato a fallire. Bronwyn riceve l’ultima visita di Arondir ma vengono interrotti da un allevatore con una mucca malata che chiede aiuto alla guaritrice: i pascoli sono avvelenati. Bronwyn e Arondir si incamminano dunque per indagare.
In una tribù di pelopiedi, una razza di Hobbit, il vecchio Sadoc inizia ad interpretare i segni del cielo e capisce che qualcosa di malvagio sta per accadere. Contemporaneamente un meteorite si schianta a terra, mentre una foglia corrotta dal male cade vicino a Gil-galad. Una giovane pelopiede, Nori Brandipiede, si avvicina al meteorite caduto, scorgendo al suo interno una creatura dalle sembianze umane.
- Altri interpreti: Amelie Child Villiers (Galadriel da giovane), Will Fletcher (Finrod Felagund), Fabian McCallum (Thondir), Kip Chapman (Rían), Thusitha Jayasundera (Malva), Maxine Cunliffe (Vilma), Beau Cassidy (Dilly Brandypiede), Geoff Morrell (Waldreg), Ian Blackburn (Rowan), Augustus Prew (Médhor), Simon Merrells (Guardiano Revion).

## Alla deriva
- Titolo originale: Adrift
- Diretto da: J. A. Bayona
- Scritto da: Gennifer Hutchison

### Trama
Nuotando verso la Terra di Mezzo, Galadriel si imbatte in una zattera con a bordo degli umani sopravvissuti a un naufragio. In seguito, i sopravvissuti vengono attaccati da una gigantesca creatura marina e solo uno di loro sopravvive, Halbrand delle Terre del Sud, il quale spiega che sta fuggendo dagli Orchi che hanno devastato le sue terre. Lui e Galadriel lavorano insieme per sopravvivere ad una tempesta, venendo poi salvati da una nave misteriosa.
Nori e l’amica Poppy tengono segreto lo sconosciuto agli altri pelopiedi, dandogli cibo e riparo: egli non parla la loro lingua, ma usa lucciole e, apparentemente, della magia per indicare che sta cercando una costellazione di stelle che Nori non riconosce.
Arondir indaga nei tunnel sotto il distrutto villaggio di Horden, venendo poi catturato da alcuni orchi. Bronwyn, invece, torna nel suo villaggio, dove lei e suo figlio Theo vengono attaccati da un orco; questi viene ucciso e la sua testa viene usata come prova del pericolo imminente, per poter convincere il resto del villaggio ad andarsene.
Elrond, incaricato da Gil-galad, va ad assistere il grande fabbro elfico Celebrimbor, il quale sta progettando di costruire una nuova potente fucina. Elrond suggerisce di cercare aiuto dai Nani e va dal suo amico principe Durin IV a Khazad-dûm. Durin appare arrabbiato, poiché Elrond non va a trovarlo da 20 anni, ma sua moglie, Disa, lo placa e lo convince ad ascoltare la proposta di Elrond.
- Altri interpreti: Thusitha Jayasundera (Malva), Maxine Cunliffe (Vilma), Berynn Schwerdt (Eamon), Virginie Laverdure (Abigail), Jane Montgomery Griffiths (Astrid), Sophia Nomvete (Disa), Geoff Morrell (Waldreg), Peter Tait (Tredwill), Peter Mullan (Durin III).

## Adar
- Titolo originale: Adar
- Diretto da: Wayne Che Yip
- Scritto da: Jason Cahill e Justin Doble

### Trama
Galadriel e Halbrand sono stati salvati da una nave capitanata da Elendil. Egli li porta sull’isola di Númenor, un regno governato da Uomini discendenti da Elros, il fratello mezzo elfo di Elrond. Le relazioni tra l'isola e gli Elfi si sono deteriorate nel tempo e, pertanto, la regina reggente Míriel nega la richiesta di Galadriel di una nave per tornare nella Terra di Mezzo. Galadriel poi visita una biblioteca storica con Elendil, dove scopre che il marchio di Sauron è in realtà una mappa delle Terre del Sud, dove probabilmente è stato pianificato un nuovo regno per le forze del male. In seguito, l'Elfa viene anche a sapere che Halbrand, imprigionato dopo una rissa con alcuni Númenóreani, è il re designato delle Terre del Sud, e lo sprona a seguirla per rivendicare il suo regno.
Mentre i pelopiedi si preparano per la loro migrazione stagionale, lo straniero viene scoperto nel tentativo di leggere alcune mappe stellari. 
Egli, in seguito, parte segretamente con Nori e la sua famiglia, spingendo il carro di Nori poiché suo padre, ferito, non è in grado di farlo.
Arondir, in catene, viene portato in un campo di costruzione per scavare passaggi sotterranei, in modo che gli orchi possano viaggiare durante il giorno. Anche i suoi compagni elfi sono stati catturati e, in un tentativo di ribellione, Arondir uccide un warg. Tuttavia, i suoi compagni vengono uccisi durante il tentativo di fuga e, in seguito, Arondir viene portato dal misterioso leader degli orchi, Adar.
- Altri interpreti: Augustus Prew (Médhor), Simon Merrells (Revion), Anthony Crum (Ontamo), Alex Tarrant (Valandil), Ema Horvath (Eärien), Beau Cassidy (Dilly Brandipiede), Thusitha Jayasundera (Malva), Maxine Cunliffe (Vilma), Jed Brophy (Vrath), Michael Morris (Guardia Reale #1), Antonio Te Maioha (Maestro di vela), Edward Clendon (Lurka), Luke Hawker (Magrot), Robert Strange (Orco), Phil Grieve (Bazur), Preston O'Brien (Guardia Reale #2).

## La grande onda
- Titolo originale: The Great Wave
- Diretto da: Wayne Che Yip
- Scritto da: Stephany Folsom, J. D. Payne e Patrick McKay

### Trama
Galadriel mostra a Míriel le carte rinvenute nella biblioteca e le rivela che Halbrand potrebbe essere l'erede perduto al trono delle terre del Sud. L’Elfa chiede quindi alla regina reggente di appoggiarla nel contrastare le mire di Sauron in quelle terre, ma Míriel rifiuta. Quando Galadriel la accusa di non avere l'autorità per negarle un esercito, pretendendo di poter parlare con il vero re, la regina reggente dà ordine che l’Elfa sia rinchiusa in prigione. Nella notte però Galadriel riesce ad evadere e a raggiungere la torre in cui si trova l'anziano re, dove Míriel tuttavia la sta aspettando per spiegarle che suo padre era un tempo incline a rinsaldare il rapporto tra Númenor e gli Elfi. Tuttavia, il popolo non aveva accettato questa decisione e Míriel era stata nominata regina reggente al posto del padre, il quale le aveva mostrato la futura distruzione di Númenor attraverso un Palantír. Míriel è convinta che l'arrivo di Galadriel segni l'inizio della fine per Númenor e per questo decide di allontanarla dall'isola. Al momento della partenza, però, i petali dell'albero bianco di Númenor cominciano a cadere in gran quantità e Míriel lo interpreta come invito dei Valar a fidarsi di Galadriel. La regina reggente decide quindi di fornirle un esercito e di veleggiare con lei verso la Terra di Mezzo, insieme ad Elendil e a suo figlio Isildur, il quale ha abbandonato il suo addestramento da marinaio poiché da sempre desidera andare in quelle terre.
Arondir viene portato al cospetto di Adar, che si presenta come un Elfo dal volto segnato dalle cicatrici. Questi sostiene che sulla Terra di Mezzo siano state raccontate molte menzogne e che intende forgiare un nuovo mondo per distruggerla. Dopodiché Adar libera Arondir perché porti agli uomini del Sud un messaggio: saranno risparmiati se accetteranno di unirsi a lui. Nel frattempo, Theo si reca di nascosto al suo abbandonato villaggio per cercare provviste, ma qui viene scoperto dagli orchi di pattuglia, che individuano nella spada che il ragazzo aveva trovato un'importante reliquia. Theo riesce a nascondersi fino all'arrivo di Arondir, che lo salva e lo riporta da sua madre.
A Khazad-dûm, Elrond sospetta che Durin, il quale ha acconsentito a costruire la forgia di Celebrimbor, gli stia nascondendo qualcosa e scopre che i Nani stanno scavando senza sosta per estrarre un nuovo minerale, il preziosissimo Mithril. Un crollo improvviso nella miniera, però, induce Re Durin III a sospendere gli scavi. Durin IV si fa consigliare da sua moglie Disa e da Elrond, a cui dona un frammento di Mithril, e alla fine riesce a riconciliarsi con il padre, che gli consiglia di accettare l'offerta di Elrond di recarsi nel Lindon, in modo da capire cos'hanno davvero in mente gli Elfi. 
- Altri interpreti: Ema Horvath (Eärien), Leon Wadham (Kemen), Anthony Crum (Ontamo), Alex Tarrant (Valandil), Peter Tait (Tredwill), Geoff Morrell (Waldreg), Ian Blackburn (Rowan), Sophia Nomvete (Disa), Ken Blackburn (Tar-Palantir), Peter Mullan (Durin III), Laura Medes (Giovane madre), Carmel McGlone (Edda), Jason Hood (Tamar), Adam Faiz (Mercante della gilda), Antonio Te Maioha (Maestro di vela), Phil Grieve (Bazur), Luke Hawker (Magrot), Jed Brophy (Vrath), Edward Clendon (Grugzûk), Robert Strange (Orco guerriero).

## Separazioni
- Titolo originale: Partings
- Diretto da: Wayne Che Yip
- Scritto da: Justin Doble

### Trama
Lungo il sentiero, mentre protegge Nori e gli altri Pelopiedi da un branco di lupi, lo Sconosciuto si ferisce il braccio usando la sua stessa magia. Egli  si cura usando dell'acqua ghiacciata da lui stesso generata, ma inconsapevolmente colpisce Nori con un'onda d'urto di ghiaccio, spaventandola e facendola fuggire. 
A Númenor, Galadriel convince Halbrand a unirsi alla spedizione nella Terra di Mezzo, dopo avergli raccontato le sue battaglie e le sue perdite a causa di Sauron. Intanto, Kemen, figlio di Pharazon, viene aggiornato dal padre sui vantaggi che la spedizione porterà alla popolazione dell’isola. Kemen, non convinto della positività della spedizione, nella notte tenta di sabotare le navi, poiché crede che Galadriel e Míriel porteranno Númenor alla rovina. Tuttavia, dopo aver fatto esplodere una delle navi, viene prima contrastato e poi salvato dall’esplosione da Isildur, che per questo gesto si guadagna un posto nell'equipaggio della spedizione come stalliere. In seguito, Galadriel, Míriel, Halbrand, Elendil e Isildur partono alla volta della Terra di Mezzo, insieme a cinquecento soldati di Númenor. 
Nel Lindon, Gil-galad rivela a Elrond la sua intenzione di usare il mithril nanico per estendere l'esistenza degli Elfi, altrimenti prossimi alla morte. Elrond parla di questo problema al suo amico Durin, e i due tornano a Khazad-dûm per cercare di convincere re Durin III ad aiutarli. 
Nelle Terre del Sud, metà dei cittadini cede alle richieste di Adar e si unisce a lui, credendo che si tratti di Sauron in persona. In seguito Theo mostra ad Arondir la spada spezzata, e l’Elfo capisce subito che è di Sauron. I cittadini rimasti nella torre degli Elfi si preparano per la battaglia contro l'esercito degli Orchi, ormai giunti in prossimità delle difese degli umani.
- Altri interpreti: Beau Cassidy (Dilly Brandipiede), Ian Blackburn (Rowan), Geoff Morrell (Waldreg), Peter Tait (Tredwill), Ema Horvath (Eärien), Leon Wadham (Kemen), Thusitha Jayasundera (Malva), Maxine Cunliffe (Vilma), Anthony Crum (Ontamo), Alex Tarrant (Valandil), Ken Blackburn (Tar-Palantir), Edith Poor (La Nomade), Kali Kopae (L'Ascetica), Bridie Sisson (L'Abitatrice), Edward Clendon (Grugzûk), Phil Vaughan (Smithy).

## Udûn
- Titolo originale: Udûn
- Diretto da: Charlotte Brändström
- Scritto da: Nicholas Adams, Justin Doble, J.D. Payne e Patrick McKay

### Trama
Adar e l'esercito degli Orchi raggiungono la torre di guardia degli Elfi. Mentre gli invasori setacciano la zona, Arondir distrugge la torre, facendola crollare su gran parte dell'esercito degli Orchi. I cittadini, che si sono trasferiti nel loro vecchio villaggio, osservano il crollo e si rallegrano, mentre si preparano per il prossimo assalto. Il giorno dopo Arondir nasconde la lama rotta, professa il suo amore per Bronwyn e le promette una vita insieme dopo lo scontro. Nella notte la battaglia ha così inizio e quando gli abitanti del villaggio sembrano vittoriosi, molti dei nemici che hanno ucciso vengono identificati come loro concittadini traditori. Il vero esercito degli Orchi dunque attacca dall'ombra, facendo piovere frecce che uccidono molti contadini e che feriscono gravemente Bronwyn. A mano a mano alcuni abitanti del villaggio catturati vengono uccisi e Theo decide di rivelare ad Adar la posizione della lama rotta per impedirgli di uccidere anche sua madre. All’alba tuttavia l'esercito di Númenor giunge a cavallo, dopo aver attraversato il mare, e inizia a uccidere gli Orchi. Adar tenta di scappare con la lama rotta, ma viene fermato da Galadriel e Halbrand, che ha un misterioso conto in sospeso con lui. L’Elfa poi lo interroga, scoprendo le sue origini di Moriondor, o Uruk, ovvero gli Elfi corrotti da Morgoth che divennero i primi Orchi. Adar poi si beffa di Galadriel, affermando di aver ucciso Sauron. Mentre Halbrand è acclamato come il re promesso delle Terre del Sud, Theo si rende conto che al posto della lama spezzata c'è un'accetta, mentre la vera lama viene segretamente riportata alla distrutta torre di guardia da Waldreg, capo dei traditori del villaggio, su ordine di Adar. Waldreg dunque pianta la lama nel terreno, inondando con corsi d'acqua le gallerie degli Orchi nelle intere Terre del Sud: il piano di Adar giunge a compimento, i corsi d’acqua confluiscono nel Monte Fato, che si sveglia ed erutta, investendo i sopravvissuti del villaggio e l'esercito di Numenor con una pioggia di detriti infuocati.
- Altri interpreti: Geoff Morrell (Waldreg), Peter Tait (Tredwill), Anthony Crum (Ontamo), Alex Tarrant (Valandil), Phil Grieve (Bazur), Miranda Wilson (Wilson), Rob McKenzie (arciere), Jesse Turner (Generale degli orchi), Michael Homick (Orco), Justin Doble (Abitante delle Terre del Sud con gli occhi bianco latte), Robert Strange (Orco morente), Jed Brophy (Orco nella taverna), Kimo Houltham (Soldato di Númenor).

## L'occhio
- Titolo originale: The Eye
- Diretto da: Charlotte Brändström
- Scritto da: Jason Cahill

### Trama
Il villaggio nelle Terre del Sud è in fiamme, sepolto dalla fuliggine e dalla cenere. I sopravvissuti si dirigono verso una collina vicina, dove viene rivelato che Míriel ha perso la vista e che Isildur è scomparso dopo aver tentato di salvare alcune persone da una casa in fiamme.  Dopo aver raggiunto l'accampamento insieme a Galadriel, Theo si riunisce con Bronwyn e Arondir. Nel mentre Míriel promette a Galadriel di tornare con un'altra flotta per sconfiggere il loro nemico comune, sebbene Elendil accusi l’Elfa di aver causato questi eventi. Mentre i Numenoreani salpano, Halbrand viene improvvisamente trovato con uno squarcio nel fianco: avendo bisogno della medicina elfica per curarlo, Galadriel parte per l'Eregion con lui. Gli altri sopravvissuti umani cercano rifugio nel vicino Pelargir.
I Pelopiedi terminano la migrazione, ma trovano il loro boschetto distrutto dall'eruzione del Monte Fato. Lo sconosciuto viene dunque esortato a far guarire un albero con la sua magia, apparentemente fallendo e ferendo Nori e sua sorella. Dunque Sadoc, capo dei Pelopiedi, gli dona la sua mappa stellare, in modo da aiutarlo a trovare la sua misteriosa costellazione, e lo manda via. Il giorno seguente tuttavia l'intero boschetto è ricresciuto. Mentre i Pelopiedi si rallegrano, essi vengono raggiunti da un misterioso trio di sacerdotesse alla ricerca dello sconosciuto. Dopo che i Pelopiedi si rifiutano di aiutarle, i tre esseri scatenano un incendio nell'accampamento. Volendo proteggere il loro nuovo amico, un gruppo di Pelopiedi formato da Nori, sua madre, Poppy e Sadoc decide di cercarlo per metterlo in guardia. 
Elrond offre un accordo a re Durin III per avere il mithril, ma costui rifiuta, affermando che l'era degli elfi è finita. Tuttavia, quando Elrond se ne va, Durin IV è testimone della capacità del mithril di curare la piaga che danneggia la vita eterna degli Elfi. Colpito, Durin porta Elrond nella cava e inizia a estrarre personalmente il minerale. Proprio quando il principe dei Nani trova un'enorme vena di mithril, re Durin III arriva e fa arrestare Elrond, per poi privare Durin IV della sua regalità. In seguito il sovrano fa sigillare la cava, lanciandovi la foglia che Elrond aveva portato dal Lindon: quando questa atterra nelle profondità della cava tuttavia inizia a bruciare, rivelando un Balrog all'interno della miniera.
Al villaggio distrutto, Adar e il suo esercito celebrano la vittoria e ribattezzano le Terre del Sud con il nome di Mordor.
- Altri interpreti: Alex Tarrant (Valandil), Anthony Crum (Ontamo), Beau Cassidy (Dilly Brandipiede), Thusitha Jayasundera (Malva), Maxine Cunliffe (Vilma), Peter Mullan (Durin III), Sophia Nomvete (Disa), Geoff Morrell (Waldreg), James Munro (Lord nanico #1), Michael Jones (Lord nanico #2), Jed Brophy (Orco cacciatore), Robert Strange (Altro orco), Edith Poor (La Nomade), Kali Kopae (L'Ascetica), Bridie Sisson (L'Abitatrice).

## L'Amalgama
- Titolo originale: Alloyed
- Diretto da: Wayne Che Yip
- Scritto da: Gennifer Hutchison, J. D. Payne e Patrick McKay

### Trama
Lo Straniero è in viaggio attraverso la Foresta Verde quando viene raggiunto dalle tre sacerdotesse, le quali si rivolgono a lui chiamandolo Sauron e lo invitano a seguirle nella terra di Rhûn per riprendere il pieno controllo dei suoi poteri. Costui tuttavia non ricorda nulla del proprio passato e non si fida di loro: per precauzione, le tre decidono quindi di addormentarlo e tenerlo legato. Nori, Poppy, Begonia e Sadoc fortunatamente intervengono per aiutare il loro amico, ma Sadoc viene ferito da una delle tre sacerdotesse. Nori poi supplica lo Straniero di salvare i suoi compagni prossimi alla morte, e pertanto costui rifiuta l'idea di essere Sauron, prendendo possesso dello scettro che portava una delle sacerdotesse e incanalando tramite esso i suoi poteri. Prima di essere annientate per mano dello Straniero, le sacerdotesse si rendono conto che costui non è affatto Sauron, ma un Istar. Subito dopo Sadoc, ferito mortalmente, si spegne serenamente guardando il sorgere del sole. Il gruppo infine torna alla carovana dei Pelopiedi, dove Nori viene spronata dalla sua famiglia a seguire lo Straniero nella sua missione. La giovane Brandipiede dunque si congeda commossa dalla sua famiglia e dall'amica Poppy.
Elendil, Míriel e gli altri sopravvissuti all'esplosione del Monte Fato tornano a Númenor, dove scoprono che Tar-Palantir è infine deceduto.
Nell'Eregion, Galadriel si ricongiunge con Elrond e Celebrimbor, i quali attendono la visita di Gil-galad, e consegna Halbrand alle cure dei medici elfici. Questi, una volta ripresosi, si dimostra molto interessato all'opera di Celebrimbor e arriva a dargli consigli circa il modo di utilizzare il frammento di Mithril in possesso degli Elfi. Nel frattempo Gil-galad, su richiesta di Elrond, concede loro tre settimane di tempo per forgiare un gioiello che racchiuda un potere mai visto prima, dopodiché gli Eldar cominceranno a lasciare le sponde della Terra di Mezzo per tornare a Valinor. Galadriel si insospettisce nel constatare l'influenza che Halbrand esercita fin da subito su Celebrimbor e decide di condurre delle ricerche per accertarsi del suo lignaggio: l’Elfa arriva così a scoprire che l'uomo non può essere davvero l'erede al trono delle Terre del Sud, poiché la stirpe reale si è interrotta quasi un millennio prima senza lasciare eredi. Galadriel decide dunque di affrontare Halbrand, il quale in realtà si rivela come Sauron e le dice di aver sempre agito per giungere a quel determinato momento. Galadriel tenta di attaccarlo, ma questi riesce a fermarla e a indurla in uno stato di incoscienza, nel quale attraverso delle visioni tenta di portarla dalla propria parte: prima parlando per bocca di suo fratello Finrod, poi offrendole la possibilità di regnare al suo fianco per dominare insieme la Terra di Mezzo e curarla dai mali che la affliggono. La volontà dell'Elfa vacilla, ma alla fine costei respinge le sue offerte, scatenando l’ira dell’Oscuro Signore. Quando Galadriel si risveglia grazie all'intervento salvifico di Elrond, Sauron è tuttavia sparito. Tornata da Celebrimbor, l’Elfa suggerisce di creare tre gioielli invece che due, i quali potranno essere indossati solo dagli elfi, e infine rinuncia al pugnale di suo fratello per fornire al fabbro l’oro e l’argento di Valinor necessari alla forgiatura. Celebrimbor giunge così al termine della creazione dei Tre Anelli: Narya, Nenya e Vilya. 
Sauron, invece, si reca da solo a Mordor.
- Altri interpreti: Ken Blackburn (Tar-Palantir), Ema Horvath (Eärien), Leon Wadham (Kemen), Alex Tarrant (Valandil), Will Fletcher (Finrod Felagund), Thusitha Jayasundera (Malva), Maxine Cunliffe (Vilma), Beau Cassidy (Dilly Brandipiede), Bridie Sisson (L'Abitatrice), Edith Poor (La Nomade), Kali Kopae (L'Ascetica), Josh Metcalfe (Maestro del folclore elfico).